# M2M
M2M é uma dupla norueguesa de música pop composta por Marion Raven e Marit Larsen. Ficaram conhecidas no final da década de 1990, com o single Don't Say You Love Me (1999). A dupla lançou dois álbuns, Shades of Purple (2000) e The Big Room (2001), vendendo mais de 2 milhões de cópias em todo o mundo.

## Carreira

### 1996–1998: Formação
Marit Larsen e Marion Raven são de Lørenskog, no distrito a leste de Oslo. Elas se conheceram em um parquinho quando tinham cinco anos e se tornaram melhores amigas. Descobrindo que tinham interesses semelhantes em música, elas formaram uma dupla musical quando tinham oito anos, chamando-a de "Hubba Bubba" em homenagem ao seu chiclete favorito. Elas também estrelaram juntas em produções musicais profissionais como Annie e The Sound of Music.
Em 1996, quando Larsen tinha 12 anos e Raven 11, lançaram um álbum independente de músicas infantis na Noruega, intitulado, Synger Kjente Barnesanger (Cantando Canções Infantis Famosas), sob o nome de "Marit & Marion". Após o lançamento do disco, eles começaram a escrever suas próprias canções e enviaram as gravações para algumas gravadoras; Uma das demos acabou nas mãos dos produtores musicais Kenneth M. Lewis e Kai Robøle da Atlantic Records, e elas assinaram um contrato com a gravadora em 1998.

### 1999–2000:Don't Say You Love MeeShades of Purple
Após assinarem com a gravadora, elas realizaram um concurso para os fãs escolherem um novo nome para a dupla, e uma garota sugeriu M2M. "Don't Say You Love Me", foi o single de estreia da dupla, lançado em 26 de outubro de 1999, e esteve presente na trilha sonora do filme Pokémon: The First Movie. O single se tornou um sucesso, alcançando a 2ª posição na Noruega, a 4ª na Austrália e na Nova Zelândia, e a 16ª posição no UK Singles Chart, do Reino Unido.  Além disso, recebeu certificado de ouro na Austrália e nos Estados Unidos.
Em 2000, a dupla lançou seu primeiro álbum de estúdio, Shades of Purple, que estreou na primeira posição na Noruega, na 89ª da Billboard 200 e no topo da parada Top Heatseekers, além de ter entrado no top 40 de vários países. O segundo single do álbum, "Mirror Mirror", também obteve sucesso, recebendo certificado de ouro nos EUA; O terceiro single, "Everything You Do", alcançou a posição 21 na Hot Dance Singles Sales nos EUA. Além disso, a faixa "The Day You Went Away", ganhou um videoclipe e foi lançada como single na América Latina. Em setembro daquele ano, elas saíram em turnê com os Hanson, sendo responsáveis pelo ato de abertura dos shows. Elas também se apresentaram em um concerto no parque temático Epcot do Walt Disney World, que foi transmitido pelo Disney Channel em 29 de abril de 2000, como "M2M and BBMak in Concert". Até setembro de 2000, a dupla já tinha vendido mais de 1 milhão de cópias do álbum e mais de 1,5 milhão de singles.

### 2001–2003:The Big Roome separação
O segundo álbum de estúdio, The Big Room, foi lançado antecipadamente na Ásia no final de 2001, e recebeu um lançamento mundial em abril de 2002. O primeiro single lançado foi "Everything", que alcançou a 6ª posição na Noruega e a 27ª na Austrália. O segundo single, "What You Do About Me", alcançou a posição 46 na Austrália. A faixa "Don't", foi lançada como single promocional nos Estados Unidos e na América Latina e "Wanna Be Where You Are" foi lançada nas Filipinas. Elas divulgaram o segundo álbum através de aparições na TV, que incluiu uma aparição especial no 100º episódio da série Dawson's Creek. Elas também fizeram parte da série de concertos Pantene Pro-Voice, que foi ao na MuchMusic, e foram escolhidas como banda de abertura da turnê "This Way" da cantora Jewel, que começou em 14 de junho de 2002.
Durante a turnê com Jewel, elas descobriram que tinham sido abandonadas pela Atlantic Records, devido às baixas vendas do segundo álbum, que na época havia vendido cerca de 100.000 unidades. Após isso, a dupla se separou; Marion Raven seguiu em carreira solo, enquanto Marit Larsen optou por retornar a Noruega e terminar o ensino médio. Em 2003, um álbum de grandes sucessos, intitulado, The Day You Went Away: The Best of M2M, foi lançado pela Atlantic; Além dos singles, traz versões acústicas de algumas músicas, uma versão em mandarim de "Pretty Boy" e uma versão em espanhol de "Everything You Do" (Todo Lo Que Haces).

### 2024–2025: Reunião
Em 22 de setembro de 2024, Larsen e Raven postaram um vídeo viral via Instagram delas cantando uma versão acústica de "The Day You Went Away", também compartilhando uma nova conta oficial do Instagram para o M2M e um site oficial. A dupla confirmou mais tarde uma turnê mundial intitulada "The Better Endings Tour", se apresentando na Indonésia, Malásia, Hong Kong, Filipinas, Tailândia, Cingapura e Noruega, entre abril e junho de 2025.
Em abril de 2025, eles anunciaram um EP regravando seus maiores sucessos, intitulado "Still in My Dreams", que foi lançado em 8 de maio de 2025, marcando o primeiro lançamento da dupla em mais de 20 anos.

## Discografia

### Álbuns
| Ano  | Detalhes do álbum                                                                                                 | Melhor posição | Melhor posição | Melhor posição | Melhor posição | Certificado |
| Ano  | Detalhes do álbum                                                                                                 | NOR            | AUS            | US             | JPN            | Certificado |
| ---- | --- | -------------- | -------------- | -------------- | -------------- | ----------- |
| 2000 | Shades of Purple - Primeiro álbum de estúdio - Lançamento: 27 de março de 2000 - Gravadora: Atlantic              | 7              | 63             | 89             | 97             | - RIM: Ouro |
| 2002 | The Big Room - Segundo álbum de estúdio - Lançamento: 5 de março de 2002 - Gravadora: Atlantic                    | 16             | 61             | —              | 95             |             |
| Ano  | Detalhes do álbum                                                                                                 | Melhor posição | Melhor posição | Melhor posição | Melhor posição | Certificado |
| Ano  | Detalhes do álbum                                                                                                 | NOR            | AUS            | US             | JPN            | Certificado |
| 2003 | The Day You Went Away: The Best of M2M - Coletânea de hits - Lançamento: 8 de julho de 2003 - Gravadora: Atlantic | —              | —              | —              | —              |             |

### Singles
| Ano  | Single                   | Melhor posição | Melhor posição | Melhor posição | Melhor posição | Melhor posição | Melhor posição | Melhor posição | Melhor posição | Melhor posição | Melhor posição | Certificado             | Álbum            |
| Ano  | Single                   | NOR            | AUS            | FRA            | IRE            | NL             | NZ             | SWE            | SWI            | UK             | US             | Certificado             | Álbum            |
| ---- | ------------------------ | -------------- | -------------- | -------------- | -------------- | -------------- | -------------- | -------------- | -------------- | -------------- | -------------- | ----------------------- | ---------------- |
| 1999 | "Don't Say You Love Me"  | 2              | 4              | 21             | 12             | 16             | 4              | 17             | 76             | 16             | 21             | - AUS: Ouro - EUA: Ouro | Shades of Purple |
| 2000 | "Mirror Mirror"          | —              | 30             | —              | —              | —              | —              | —              | —              | —              | 62             | - EUA: Ouro             | Shades of Purple |
| 2000 | "Pretty Boy"             | —              | —              | —              | —              | —              | —              | —              | —              | —              | —              |                         | Shades of Purple |
| 2000 | "Everything You Do"      | —              | —              | —              | —              | —              | —              | —              | —              | —              | —              |                         | Shades of Purple |
| 2000 | "The Day You Went Away"  | —              | —              | —              | —              | —              | —              | —              | —              | —              | —              |                         | Shades of Purple |
| 2001 | "Everything"             | 6              | 27             | —              | —              | —              | 44             | —              | —              | —              | —              | The Big Room            |                  |
| 2002 | "What You Do About Me"   | —              | 46             | —              | —              | —              | —              | —              | —              | —              | —              | The Big Room            |                  |
| 2002 | "Don't"                  | —              | —              | —              | —              | —              | —              | —              | —              | —              | —              | The Big Room            |                  |
| 2002 | "Wanna Be Where You Are" | —              | —              | —              | —              | —              | —              | —              | —              | —              | —              | The Big Room            |                  |

## Prêmios e indicações
| Ano  | Prêmio                | Categoria                    | Resultado |
| ---- | --------------------- | ---------------------------- | --------- |
| 2001 | Asia Music Awards     | Melhor Artista Internacional | Indicado  |
| 2001 | Spelleman Awards      | Melhor Grupo                 | Indicado  |
| 2002 | MTV Asia Music Awards | Representante Pop Favorito   | Indicado  |
| 2003 | Comet Awards          | Melhor Canção                | Indicado  |
| 2003 | Comet Awards          | Melhor Grupo                 | Venceu    |